# Eois primularis
Eois primularis là một loài bướm đêm trong họ Geometridae.